# Chatrapathi
Chatrapathi é um filme de ação indiano de 2005, co-escrito e dirigido por S. S. Rajamouli e produzido por B. V. S. N. Prasad. O filme é estrelado por Prabhas e Shriya Saran, ao lado de Shafi, Bhanupriya e Pradeep Rawat desempenham papéis coadjuvantes. M. M. Keeravani compôs a música, enquanto Kotagiri Venkateswara Rao e K. K. Senthil Kumar cuidaram da fotografia e edição.
Chatrapathi foi lançado em 29 de setembro de 2005 e emergiu como um blockbuster, arrecadando uma parcela estimada dos distribuidores de ₹ 32 crore ($ 5 milhões) contra um orçamento de ₹ 12,5 crore ($ 2,8 milhões). O filme ganhou dois prêmios Nandi: melhor atriz coadjuvante para Bhanupriya e melhor diretor musical para Keeravani. O filme foi refeito em bengali como Refugee (2006), em bengali do Bangladesh como Kothor (2007), em canareso com o mesmo nome em 2013 e em hindi com o mesmo nome em 2023.

## Elenco
- Prabhas como Sivaji / Chatrapathi
  - Manoj Nandam como jovem Sivaji
- Shriya Saran como Neelu
- Bhanupriya como Parvati, madrasta de Sivaji e mãe de Ashok
- Shafi como Ashok/Akash, meio-irmão de Sivaji
  - Teja Sajja como jovem Ashok
- Seiloosh Bhaswanth como Suryudu
- Pradeep Rawat como Ras Bihari
- Narendra Jha como Baji Rao
- Kota Srinivasa Rao como Appala Nayudu
- Ajay como Ajay, amigo de Sivaji
- Kamal Kamaraju como amigo de Sivaji
- Supreeth como Katraju, braço direito de Baji Rao
- Venu Madhav como Mahesh Nanda / Katusumo
- Jaya Prakash Reddy como Comissária
- Surya como Syed Jaffar Khan
- Subbaraya Sharma como assistente do Comissário
- Srinivasa Reddy como assistente de Appala Nayudu
- L. B. Sriram como Sattana, vizinho de Sivaji e dono de uma barraca de chá
- Jeeva como agente de barco
- Stunt Silva como Satti, capanga de Baji Rao
- Karate Kalyani como pescadora
- Sekhar como Bhadram, melhor amigo de Sivaji
- SS Kanchi como Escriturário no Gabinete do Comissário
- Raghava como Dr. Vihari
- Y. Vijaya
- Anita Chowdary
- Mumaith Khan (música "Mannela Tintivira")
- Aarthi Agarwal (música "Summa Masuriyaaa")

## Temas
Em entrevista ao Idlebrain.com, Rajamouli descreveu Chatrapathi como um "filme de sentimento materno", que também trata da exploração de imigrantes que vêm de lugares para a Índia e vivem sem qualquer identidade oficial. Quando questionado sobre semelhanças com o filme americano Scarface, ele disse que seu pai V. Vijayendra Prasad, que escreveu Chatrapathi, assistiu Scarface e se inspirou na questão dos problemas dos imigrantes, mas não houve semelhanças cênicas entre os dois filmes.

## Recepção

### Bilheteria
O filme teve uma exibição de 100 dias em 54 locais.

### Resposta crítica
O The Hindu escreveu: "O filme tem todos os ingredientes masala para a geração jovem de hoje. Embora o enredo seja rotineiro, é o tratamento da direção e o bom roteiro que resolvem o problema do filme." Sify avaliou o filme em 2/5 e escreveu, "um excelente elenco com um jovem herói de ação e adicione uma pitada de magia digital às acrobacias e elabore um roteiro sem imaginação como resultado e sirva-o bem quente! Chatrapathi trabalha para até certo ponto graças ao belo e alto Prabhas." Jeevi, de Idlebrain, deu 3,5/5 estrelas e observou as semelhanças do filme com Scarface e Deewaar, mas opinou que ele se destaca devido à direção de Rajamouli e ao desempenho de Prabhas.